# Leo Stefan Schmitt
Leo Stefan Schmitt (* 8. Juli 1952 in Großrosseln) ist ein deutscher Politiker (SPD, Die Linke).

## Leben und Familie
Schmitt wuchs in Bous auf und absolvierte seine Mittlere Reife am dortigen Humanistischen Gymnasium. Am 1. Oktober 1970 trat er in den Polizeidienst des Saarlandes ein, wo er bis zu seiner Wahl in den Landtag tätig war.
Schmitt ist verheiratet und hat zwei Töchter.

## Politik
Im Jahr 1972 trat Schmitt in die SPD ein. Dort war er unter anderem Unterbezirksvorsitzender der Jusos und Vorsitzender des SPD-Ortsvereins Bous.
Von 1980 bis 1999 war Schmitt Mitglied des saarländischen Landtages. Er hatte von 1985 bis 1999 das Amt des innenpolitischen Sprechers und von 1991 bis 1999 das Amt des Parlamentarischen Geschäftsführers der SPD-Landtagsfraktion inne. Daneben war er von 1985 bis 1988 Mitglied des Kreistages Saarlouis und gehörte auch eine Zeit lang dem Gemeinderat von Bous an.
In den Jahren 2000 bis 2007 war Schmitt Geschäftsführer der SPD-Landtagsfraktion im Sächsischen Landtag. Im Juli 2007 erklärte Schmitt nach 35-jähriger Mitgliedschaft seinen Austritt aus der SPD und trat der Partei Die Linke bei.
Danach war er bis zu seiner Beurlaubung zum 1. Juli 2011 Fraktionsgeschäftsführer der Fraktion Die Linke in der Bremischen Bürgerschaft.
Später war Schmitt Landesgeschäftsführer des Landesverbandes der Linken im Saarland.